# The Atlas
The Atlas var en tidning som publicerades veckovis i England 1826–1869. Tidningen grundades av Robert Stephen Rintoul i London och gav sitt stöd till Whigs (senare Liberal Party). The Atlas trycktes i ett extra stort format, men var ungefär dubbel så dyr att köpa jämfört med liknande tidingar vid samma tidpunkt; priset var från början en shilling för att sedan sänkas till 10 pence 1828, 8 pence 1846 och 2 pence 1858.
Medarbetare på eller bidragsgivare för The Atlas var bland andra William Hazlitt, Leigh Hunt, Lajos Kossuth och George Henry Lewes.
Titlen The Atlas ändrades till The Englishman mellan 1862–1865 innan den återgick till The Atlas. Under dess sista år, 1869, ändrades titeln först till The Atlas and Public Schools Chronicle och sen slutligen The Public Schools Chronicle innan publiceringen upphörde.